# Аркамани II
Аркамани II (Эргамен) — царь Куша (Нубия) около 248—220 годах до н. э. Египетский эпитет к личному имени — Анкдиет-мери-исет.

## Биография
Аркамани II известен из надписей в Калабше, Филах, Ад-Дакке. Похоронен в Мероэ (пирамида № 7).
Имел хорово «имя для мёртвых» — Каши-нетиери-хепер (кушитское), которое сопровождалось эпитетами Анкдиет-мери-исет (египетское), а также — «Мклтк Истрк» (записан мероитским письмом и его значение неизвестно).
Сведения об этом царе под именем Эргамен приводят Диодор Сицилийский и Страбон. Возможно, греческие историки соединили несколько персонажей с одинаковым именем в одном лице, однако идентификация с Аркамани II выглядит наиболее достоверной. Египетский фараон Птолемей II Филадельф и Эргамен поддерживали мир между своими державами. Кроме того, Эргамен знал греческое искусство, был наставлен в греческой философии и вёл образ жизни эллинистического монарха. Эргамен с негодованием относился к древней традицию жреческого контроля над царями и предпочитал неограниченную власть по примеру Птолемея.
Жрецы Мероэ в то время считали себя вестниками бога Амона, который, якобы возвещал им свою волю через говорящее изваяние, и приобрели великое влияние в стране, распоряжаясь от имени Амона даже жизнью и смертью царя. Когда жрецы усматривали в том необходимость, то направляли к царю посланника с повелением тому умереть, бросившись на меч. Закон, установленный ими гласил, что царь возьмёт на себя страшную вину и будет богоотступником, если решится нарушить этот приказ. Для утверждения этого древнейшего обычая жрецы добавили много других причин, которые влияли на суеверного человека и лишали его воли к сопротивлению этому несправедливому приказу. Эргамен, знакомый с философией греков, стал первым, кто посмел отвергнуть это суеверие. Получив от жрецов приказ к самоубийству, он пошел с войском к жреческой крепости, где располагался «золотой храм Эфиопов» и которая находилась в труднодоступном для осады месте, и, уничтожив жрецов, назначил главным новый культ — львиноголового Апедемака, олицетворяющего могущество и воинскую доблесть самого царя.
Аркамани II проявил себя как реформатор: в годы его правления в Куше было создано мероитское письмо. В войсках по образцу египетской армии появились боевые слоны. При этом царе Мероэ стало открыто для культурных и экономических контактов с эллинистическим миром.

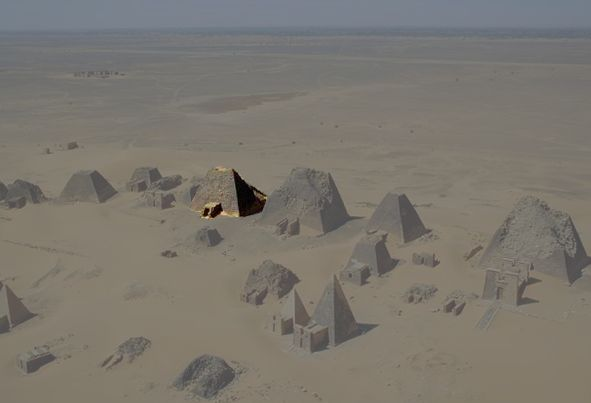
Пирамида № 7 (подсвечена)
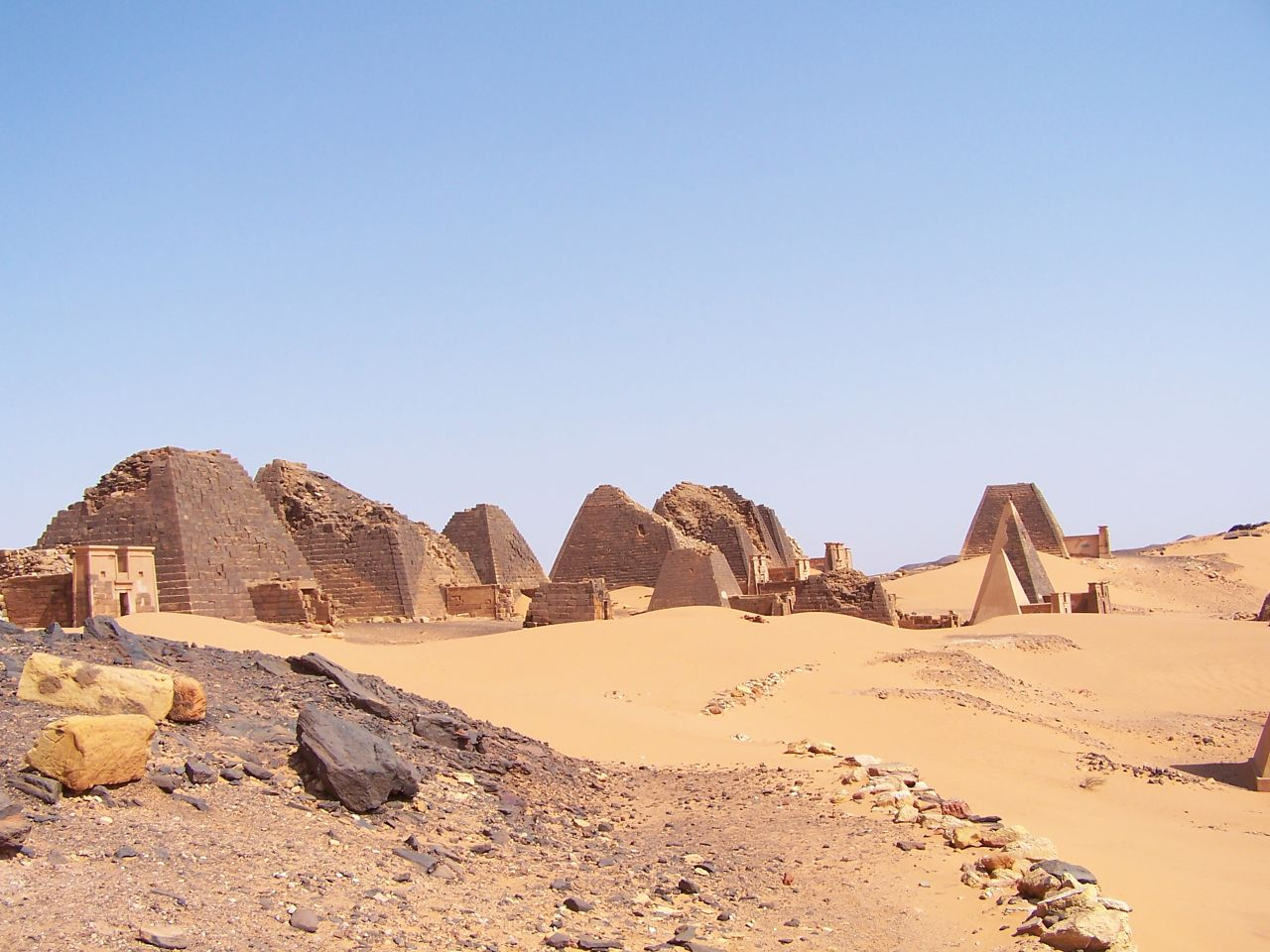
Пирамида № 7 (первая слева)
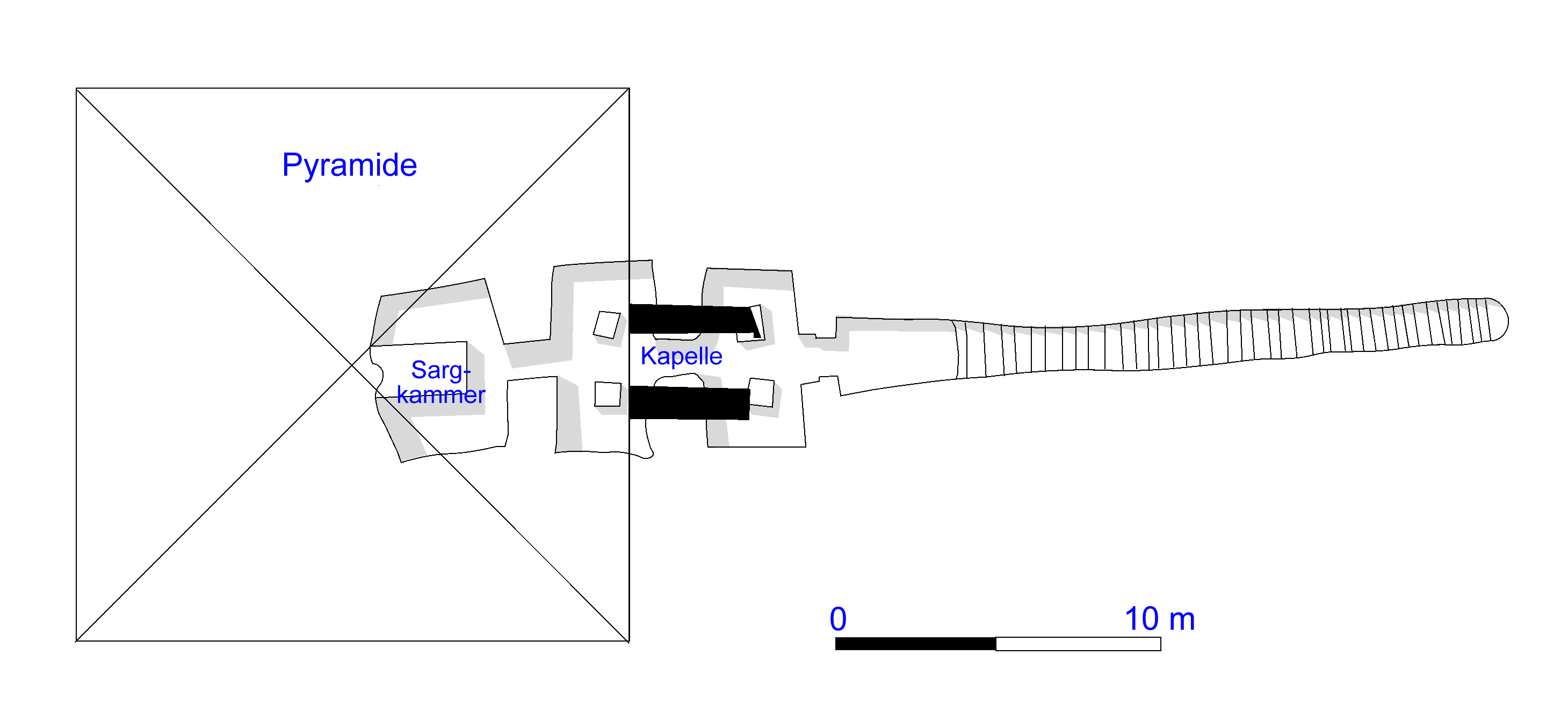
Пирамида № 7 (план)